# نجود علي
نجود علي هي شخصية ورمز في محاربة الزواج بالإكراه في اليمن. في العاشرة من عمرها، طلقت زوجها الذي يكبرها بعشرين عاما، أمر خالف التقاليد والعادات اليمنية. وفي نوفمبر من 2008 منحت مجلة غلامور نجود علي ومحاميتها شذى ناصر لقب «نساء السنة.» وقد أشادت شجاعة نجود نساء رفيعات المستوى ومن بينهن هيلاري كلينتون وكوندوليزا رايس.

## قصتها
في مدينة صنعاء تعيش نجود علي ذات العشرة اعوام زوجها والدها لرجل في الثلاثين من عمره. بعد ان تم الاعتداء عليها بالضرب والتعذيب من قبل زوجها. هربت نجود من بيت زوجها إلى المحكمة لتطلب الطلاق بعد شهرين من زواجها.
قامت بالدفاع عنها المحامية شذى ناصر، التي كرست جهودها في الدفاع عن قضايا المرأة اليمنية، حيث ضمنت لها المحكمة الطلاق والعودة إلى بيت والدها.،

## كتابها
الفت نجود في عام 2009 بمعاونة الصحافية الفرنسية دلفين مينوي كتاب يحكي سيرتها الذاتية ومعاناتها كاصغر طفلة مطلقة في العالم اسمه «انا نجود ابلغ العاشره، ومطلقة»، الكتاب يروي قصة زواجها المبكر ضحية الفقر وتعسف وجهل والدها والمجتمع الرعوي. ترجم الكتاب إلى أكثر من 16 لغة ونشر في أكثر من 35 بلد. تكفلت دار النشر بتكاليف دراسة نجود وتوفير منزل لهم من المبيعات الا ان نجود لم تكمل دراستها بعد. وفي بعد فترة وجيزة طردها والدها من البيت ليتزوج عدة مرات بعد ان استحوذ على المصروف الشهري الذي تبعثة دار النشر لها وقيمتة 1000 دولار لايعطيها منه الا 50 دولار احيانا. وقد ذكرت نجود ان والدها مازال مؤدلج علي قبول زواج القصر حيث انه يريد تزويج اختها التي تصغرها الي شخص أكبر منها بعقود. 

الكتاب ترجم إلى فلم سينمائي بقيادة المخرجة خديجة السلامي وحصل على جائزة كلينك في ملتقى دبي السنمائي، ثم رشح لجائزة اسكار العالمية.